# Acanthoxyla speciosa
Acanthoxyla speciosa är en insektsart som beskrevs av John Tenison Salmon 1955. Acanthoxyla speciosa ingår i släktet Acanthoxyla och familjen Phasmatidae. Inga underarter finns listade i Catalogue of Life.